# Benhus
Et benhus eller ossuarium er en mindre bygning på en kirkegård, hvor opgravede knogler samles.
I middelalderen og senere var det gængs praksis at have et sted, hvor man opbevarede de skeletdele, som blev opgravede, når nye grave blev gravet. Sådanne steder til opbevarelse af ben kunne enten være selvstændige bygninger, benhuse, eller tilbygninger til kirkerne. Det hensyn, som derved vistes den tidligere begravne, skyldes tanken om genopstandelsen på den yderste dag. De kan dog også have tjent som memento mori for besøgende på kirkegården. 
De fleste benhuse i Norden kendes fra efterreformatorisk tid, mens kun få kendes med rødder i middelalderen. Et sådant kendes i Øsby Kirke ved Haderslev. Mulige benhuse kendes også fra Skt Olofs kyrka i Sigtuna og fra Skt Petri kyrka i Malmø. Fra Skt Clemens kyrka i Visby kendes to stenkister, hvori opgravede ben blev opbevarede, og tilsvarende kendes fra en middelalderlig kirkegård i Helsingborg samt i den middelalderlige kirke i Nedreby i Skåne. 
På Island fandtes i Grágás bestemmelser om reglerne for flytning af begravede lig i tilfælde af, at kirke og kirkegård blev nedlagte, og i Egils saga kapitel 86 omtales en sådan flytning af skeletter. Ved udgravninger i 1954 på domkirkegrunden i Skálholt fandt man to kamre på skibets sydlige side, hvori fandtes skeletrester.

## Reference
1. ↑  "Øsby Kirke". Arkiveret fra originalen 14. februar 2021. Hentet 28. maj 2016.